# Lyndon Sheehan
Lyndon Sheehan (* 16. Juli 1988 in Mullumbimby) ist ein neuseeländischer Freestyle-Skier. Er startet in der Disziplin Halfpipe.

## Werdegang
Sheehan debütierte im März 2006 in Apex im Weltcup und belegte dabei den fünften Rang.  Seit 2008 nimmt er an Wettbewerben der AFP World Tour teil. Bei den Freestyle-Skiing-Weltmeisterschaften 2013 in Voss kam er auf den 16. Rang. Im August 2013 erreichte er in Cardrona mit dem vierten Platz seine bisher beste Platzierung im Weltcup und bei der AFP World Tour. Bei seiner ersten Olympiateilnahme 2014 in Sotschi wurde er Neunter im erstmals ausgetragenen Halfpipe-Wettbewerb.